# Werdenberger Namenbuch
Das mittlerweile abgeschlossene Forschungsprojekt Werdenberger Namenbuch hatte zum Ziel, sämtliche in Raum und Zeit erfassbaren geographischen Namen (Orts-, Flur-, Gelände-, Strassen-, Weg- und Gewässernamen) auf dem Gebiet der Region Werdenberg (Kanton St. Gallen, Schweiz) zu sammeln, kartographisch zu fixieren, sprachlich zu deuten und kulturgeschichtlich auszuwerten. Das Korpus umfasst insgesamt 12'727 Namen, darunter fallen etwa 3885 abgegangene.

## Inhalt
Der Untersuchungsraum, die Region Werdenberg (vormals Bezirk Werdenberg, heute Wahlkreis Werdenberg), umfasst auf einer Gesamtfläche von rund 205 km² die Gemeinden Wartau, Sevelen, Buchs, Grabs, Gams, Sennwald; er befindet sich an der Ostgrenze des Landes, auf der linken Seite des Alpenrheintals in der Mitte zwischen dem Bodensee im Norden und Graubünden im Süden; die Region grenzt auf der ganzen Länge, durch den Rhein getrennt, an das flächenmässig etwas kleinere Fürstentum Liechtenstein. Auf dem Gebiet des frühmittelalterlichen Churrätien gelegen und bis ins Hochmittelalter dem rätoromanischen Sprachraum zugehörig, weist das Untersuchungsgebiet – gleich wie die umgebenden Regionen Sarganserland, Liechtenstein und südliches Vorarlberg – ein an Zahl und Qualität bedeutendes romanisches Substrat auf.
Das Projekt führt auf kleinerem Raum die Arbeit des 1958 begonnenen Unternehmens St. Galler Namenbuch fort, das die namenkundliche Erforschung des ganzen Kantons zum Ziel hatte, aber leider noch in der Sammelphase (um 1985) eingestellt wurde. Das Werdenberger Namenbuch besteht seit Oktober 2000. Im Jahr 2001 wurde der Verein Werdenberger Namenbuch gegründet. Die wissenschaftliche Leitung des Projekts hat Prof. Dr. Hans Stricker, Grabs (Universität Zürich).
Hans Stricker hatte zuvor – seit 1981 – die Arbeit am Projekt Liechtensteiner Namenbuch geleitet und mit folgenden Publikationen abgeschlossen: 11 Gemeinde-Flurnamenkarten (samt Begleitheften), Werkteil Ortsnamen (6 Bände, publiziert 1999), Werkteil Personennamen (4 Bände, publiziert 2008).
Im Werdenberger Projekt sind ebenfalls als erstes die Flurnamenkarten aller Gemeinden fertiggestellt und zusammen mit je einem Begleitheft publiziert worden: Wartau (2004), Sevelen (2008), Buchs (2006), Grabs (2003), Gams (2008), Sennwald (2005). (Die Karten können bei der jeweiligen Gemeindeverwaltung bezogen werden.)
Darauf folgte die sprachwissenschaftliche Bearbeitung des Stoffes; die Deutungs- und Redaktionsphase dauerte bis 2015. Im Juni 2017 erschienen im Druck planmässig die achtbändige Wissenschaftliche Ausgabe sowie die populärer gehaltene einbändige Kompaktausgabe. Im Frühling 2019 folgte eine Website unter www.werdenberger-namenbuch.ch.
In der ersten Phase konnte die Arbeit durch Beiträge des Schweizerischen Nationalfonds, des Lotteriefonds des Kantons St. Gallen sowie privater Stiftungen soweit finanziert werden, dass die Anstellung eines vollamtlichen Mitarbeiters (Dr. des. Peter Masüger) möglich wurde. Seit Oktober 2006 flossen keine öffentlichen Mittel mehr in das Projekt. Einige Stiftungen, namentlich aus Liechtenstein, unterstützten das Unternehmen weiterhin. Von da an wurde die wissenschaftliche Projektarbeit vom Projektleiter im Alleingang (und hauptsächlich ehrenamtlich) bewältigt.

## Werkstruktur
I. Ortsnamen
A. Flurnamenkarten der sechs Gemeinden, mit je einem Begleitheft (mit arealen Kurzangaben zu allen heute lebenden Namen).
B. Wissenschaftliche Darstellung des ganzen Materials (areal, historisch, forschungsgeschichtlich, etymologisch):
Als wissenschaftliche Ausgabe in acht Bänden:  Bd. 1 (Gemeinde Wartau): 10+592 S.; Bd. 2 (Gemeinde Sevelen): 10+565 S.; Bd. 3 (Gemeinde Buchs): 10+301 S. = 311 S.; Bd. 4 (Gemeinde Grabs): 10+708 S. = 718 S.; Bd. 5 (Gemeinde Gams): 10+265 S. = 275 S.; Bd. 6 (Gemeinde Sennwald): 10+736 S.; Bd. 7 (Lexikon der in den Namen enthaltenen Wörter): 12+696 S.; Bd. 8 (Einführung, Quellen, Register):24+477 S.
Als volkstümliche Ausgabe in einem Band: Kompaktausgabe: 765 S.
II. Personennamen
Hier bestehen noch keine systematischen Vorarbeiten; die Verwirklichung dieses Projektteils ist bislang nicht gesichert.

## Besprechung
Das Werdenberger Namenbuch wurde unterschiedlich aufgenommen. Eine kritische Rezension der Etymologien der Toponyme romanischer Herkunft in Band VII hat Wolfgang Eichenhofer in der Vox Romanica publiziert.

## Werkkonzept
Das Konzept folgt dem ebenfalls von Hans Stricker entwickelten Modell des Liechtensteiner Namenbuches.

## Weblink
- Beschreibung des Werdenberger Namenbuchs